# Quercus berberidifolia
Quercus berberidifolia Liebm. è un albero appartenente alla famiglia Fagaceae.
È originario delle colline boscose della California ed è presente nel chaparral.